# Eremobates durangonus
Eremobates durangonus är en spindeldjursart som beskrevs av Roewer 1934. Eremobates durangonus ingår i släktet Eremobates och familjen Eremobatidae. Inga underarter finns listade i Catalogue of Life.